# Beyrie-sur-Joyeuse
Beyrie-sur-Joyeuse é uma comuna francesa na região administrativa da Nova Aquitânia, no departamento dos Pirenéus Atlânticos. Estende-se por uma área de 24,21 km². Em 2010 a comuna tinha 528 habitantes (densidade: 21,8 hab./km²).